# Petr I. Bulharský
Svatý Petr I. († 30. ledna 970, bul. Петър I.) byl od 27. května 927 do roku 969 bulharský car.
Po znamenité vládě cara Simeona Bulharsko upadlo. Historici to kladli za vinu Petrovi I. – následníkovi trůnu po Simeonovi. Popisovali ho jako slabého, krotkého a nezkušeného panovníka, který nerozuměl diplomacii. I naproti tomuto handicapu tento pokojný a skromný monarcha zůstal na trůně déle než všichni středověcí panovníci – od roku 927 do roku 970.
Celá příčina bulharského neštěstí má kořeny právě v synovi cara Simeona. Války, které car Petr uskutečnil, přivedly bulharskou říši do totální katastrofy. A v polnohospodářství, které bylo hlavním zdrojem obživy vojáků brzy nastal kolaps.
Během jeho vlády vyšší duchovenstvo bohatlo na rozdíl od obyvatelstva. Rozšířilo se nové hnutí – bogomilství. Jeho cílem bylo projevovat nenávist vůči carovi a duchovenstvu. Jeho členy se stali i dva Petrovi synové, aby tak mohli dělat víc nepříjemností otci. Car se už na ně potom nemohl spolehnout v bitvách proti nepříteli.
Když car nastoupil na trůn, ihned ztratil část svého území – v bitvě proti Uhrům na severu Bulharska. Za oběť padlo území při Dunaji a dokonce i Thrákie. Dunaj se stal severní hranicí, odkud sousední státy podnikaly vojenské výpravy do regionu Dobrudža.
Vztahy s Byzantskou říší byli tou dobou pokojné, protože v roce 927 se Petr I. oženil s vnučkou císaře Romana Lakapena. Podepsala se i mírová smlouva na období 30 let. V ní byl potvrzen titul car pro bulharského panovníka.
Na konci vlády Petra I. mír mezi Byzancí a Bulhary skončil. Carovi synové – Roman a Boris – byli v Konstantinopoli zajati a panovník Nikeforos II. poštval knížete Svjatoslava, aby na bulharskou říši zaútočil. Petrova armáda byla v Dobrudži poražena a zajata ruskou armádou. Rusové obsadili pár pevností a kníže Svjatoslav založil své nové centrum ve městě Preslav.
Během vykořisťování země car utrpěl infarkt a vstoupil do kláštera. Pár dní po smrti byl kanonizován v bulharské pravoslavné církvi.